# 所沢高校カンニング自殺事件
所沢高校カンニング自殺事件（ところざわこうこうカンニングじさつじけん）は、日本の埼玉県所沢市にある埼玉県立所沢高等学校で起きた事件。

## 概要

### 事件の発生
2004年5月26日に埼玉県立所沢高等学校では中間テストが行われていた。この中間テストが行われている時間に、後に自殺することとなる生徒Aと机の上にメモが置かれているのを試験官であった教師が発見して取り上げた。中間テストが終わってから、その日の正午から5人の教師に約2時間にわたってカンニングの事実について聞かれて、この指導を受けたことを自分の口から母親に伝えるように言い渡された。生徒Aはそれから帰宅をして、それから自宅から3キロメートルほど離れた立体駐車場に行き、そこで飛び降り自殺をした。飛び降り自殺をした時刻は午後6時ごろであった。自殺の直前には母親にメールが送られていた。
母親の述懐では、自殺をした当日の朝は母親には今日で試験は終わりで学校から帰ってきてからはゲームをしてから寝るため、夕食の時間に寝ていたら起こさないでと告げて登校していた。その当日に母親の仕事先に生徒Aが道に倒れていて病院に運ばれたとの連絡が入り、母親はそれを事故に遭っていたんだろうと思っていた。だが直前に生徒Aからメールが送られてきたことからも尋常な事態ではないと思い駆けつけると、そこでは既に生徒Aは死亡していた。
生徒Aは趣味のフットサルに興じ、友人も多く、横浜国立大学に進学して公認会計士になるということを希望していた。

### 自殺から
事件が発生してから約半年後に校長と教頭から生徒Aの母親への手紙が送られる。ここでは生徒を長時間にもわたり拘束して、5人の教員が入れ替わり事実確認をしていたことは行き当たりばったりであると指摘されてもやむをえないと認める。組織的、計画的に事実確認を進める事ができておらず、同じようなことを起こさないために生活指導の見直しを行うこととして、生徒Aの母親に謝罪をする言葉を述べていた。だが生徒Aの母親は学校側からの対応に納得できないために、2006年6月に所沢高校の設置者である埼玉県を相手取り慰謝料など約8000万円の損害賠償を求める裁判を起こすことにした。

### 裁判
裁判では校長と教頭はそれまでとは一変した主張をする。裁判で謝罪文を送ってきたことについては、あの謝罪文は生徒Aの母親に強要されて書いたものであると主張した。謝罪文では生徒指導に問題があったことを認めていたものの、裁判では生徒指導には問題は無かったと主張。生徒Aが自殺したのは事件に巻き込まれたか、大学受験に思い悩んで自殺をしたのではないだろうかと主張。対して母親はカンニングを疑われて追い詰められるということがなければ息子は今でも生きていると主張。
2008年7月30日、さいたま地裁（岩田真裁判長）は「指導の一環として合理的範囲を逸脱した違法なものとはいえない」として生徒Aの母親の訴えを退けた。判決では教諭らにはカンニングの事実聴取の際に休憩を取らせるなど配慮するべき余地が無いとは言えないとしながらも、指導の一環として違法とまでは言えないと判断した。母親はこの判決には納得できず、東京高裁に控訴した。その時に法学者の伊藤進は、教諭らの行為は精神に対する暴行であり、精神的いじめ行為であるという内容の意見書を提出していた。
だが、2009年7月30日に東京高裁は一審のさいたま地裁の判決を支持し、生徒Aの母親側の控訴を棄却した。

### 事件の分析
教育評論家の武田さち子によると、この事件では、物理の試験中に日本史のメモが机の上に置かれていたことからカンニングを疑われて、教師による長時間の事情聴取が行われていた。この時の試験官の教師は、日本史のメモの内容が物理の記号のように見えたとと言う思い込みをしていた。この思い込みを正当化するために、生徒Aに対しての事情聴取が執拗に行われ、生徒Aの主張を誰も信じないということになっていた。この裁判では教師の思い込みからの学校の言い分のみをくんだ判決であり、不当な判決と言わざるを得ないと主張。学校では教師によって行われる事情聴取そのものが生徒に苦痛を与える罰となっていると主張。そしてこの事情聴取そのものが実際は教師による見せしめであり吊るし上げになっていると主張。直後に自殺をすることになるようなこの生徒指導が正しい生徒指導なはずがないと主張した。